# Eriophyllum
Eriophyllum là một chi thực vật có hoa trong họ Cúc (Asteraceae).

## Loài
Chi Eriophyllum gồm các loài: